# Réseau de Petri P-temporisé
Un réseau de Petri p-temporisé, est un doublet {\displaystyle <R,D>} avec :
- {\displaystyle R} est un réseau de Petri autonome {\displaystyle <P,T,Pre,Post>} avec un marquage

initial {\displaystyle M_{0}} ;
- {\displaystyle D} est une fonction durée minimale de séjour d’une marque dans une place, qui à chaque place fait correspondre un nombre rationnel positif décrivant la durée d’indisponibilité des jetons {\displaystyle (D:P\to Q^{*})}.

## Sémantique
La sémantique est que les marques doivent rester dans la place {\displaystyle p_{i}} au moins le temps {\displaystyle d_{i}} associé à cette place. Pendant {\displaystyle d_{i}}  la marque est indisponible ; elle ne participe pas à la validation des transitions. Donc {\displaystyle d_{i}} représente :
- la durée d’indisponibilité de la marque pour la validation des transi-

tions ;
- le temps minimum de séjour d’une marque dans une place.

Règles de fonctionnement : On utilisera la notion d’état (définition prochain) pour caractériser la situation du réseau à un instant donné.

## État
Un état est un doublet {\displaystyle <M,I>} où :
- {\displaystyle M} est une application de marquage, assignant à chaque place du réseau un certain nombre de marques ;
- {\displaystyle I} est une application de temps d’indisponibilité, assignant à chaque marque {\displaystyle k} dans la place {\displaystyle p_{i}} un temps {\displaystyle \theta _{i}^{k}} , correspondant à la durée qui reste à la marque {\displaystyle k} pour terminer son temps de séjour minimal dans la place {\displaystyle p_{i}}.

Les temporisations associées aux places permettent de prendre en compte les durées opératoires minimales. Par conséquent une transition validée au sens des réseaux de Petri autonomes peut ne pas être obligatoirement franchie. Une transition est franchissable si elle est validée au sens des réseaux de Petri autonomes et si les marques qui la valident sont disponibles.